# Wernhardsberg (Sankt Wolfgang)
Wernhardsberg ist ein Gemeindeteil  von St. Wolfgang im oberbayerischen Landkreis Erding.

## Geographie
Der Ort besteht aus zwei völlig verschiedenen Teilen die jeweils an der Hauptstraße ED 21 von Klaus nach Oberornau liegen. Der südwestliche Teil ist der ursprüngliche Weiler, und der andere, ein paar hundert Meter nordöstlich, ist ein umfangreiches Alterspflegeheim.

## Geschichte
Die Entstehungszeit des Ortes ist unklar: Der Ortsname leitet sich wohl nach dem Namen Bernhard (um 1500) und der Geländeform (10. bis 12. Jahrhundert) ab. Beim Bauernaufstand 1596 in der Grafschaft Haag, der entstanden ist, weil die neuen wittelsbachischen Inhaber vor allem die Rechte der Wehrbauern weit beschnitten hatten, war der Wernhardsberger Hans Bayer einer der 8 Hauptbauernführer. Im Jahr 1600 bestand der Weiler aus drei Höfen.

Alterspflegeheim Wernhardsberg

An der Stelle des heutigen Alterspflegeheims wurden im Auftrag des NS-Regimes im Jahr 1937 zwei 45 m hohe Funktürme mit einem Wirtschaftsgebäude gebaut, um eventuelle Angriffe aus dem Osten vorherzusehen. Sie verloren zwar bereits 1938 mit dem Einmarsch deutscher Truppen in Österreich ihre Funktion, wurden aber bis Kriegsende weiter genutzt.

## Bevölkerungsentwicklung
In Wernhardsberg gab es 1871 insgesamt 21 Einwohner. Im Mai 1987 lebten dort 122 Einwohner in vier Wohngebäuden, von denen eines in zwei Wohnungen aufgeteilt war.
| Jahr      | 1871 | 1925 | 1950 | 1970 | 1987 |
| Einwohner | 21   | 23   | 54   | 134  | 122  |

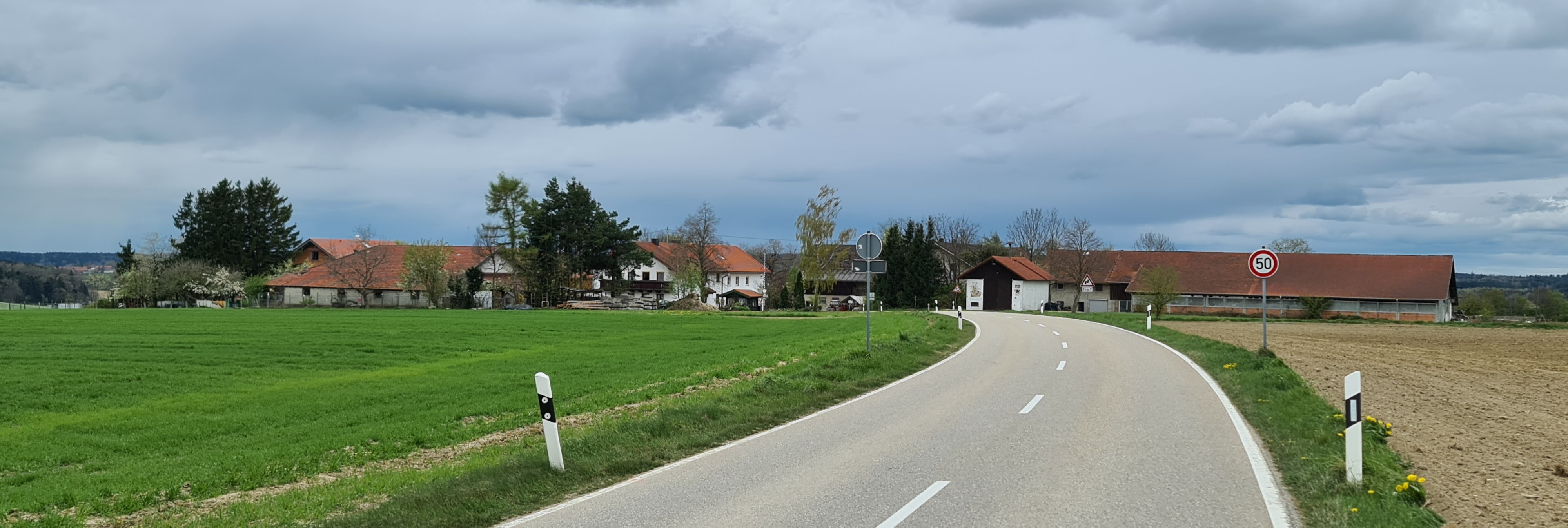
Ortsansicht von Wernhardsberg von Osten, Panoramabild